# 掘った奪った逃げた
『掘った奪った逃げた』は、1979年公開のフランスのフィルム・ノワール。アルベール・スパジアリの手記『Les Égouts du paradis(邦題:銀行50億強奪犯の掘った奪った逃げた）』を原作として、ジョゼ・ジョヴァンニが監督と脚色を兼任した。主演はフランシス・ユステール。

## あらすじ
1976年、フランスの港町ニースで、ソシエテ・ジェネラル銀行ニース支店の地下金庫室に近くの下水道からトンネルを掘って侵入し、約50億円の大金を強奪するという銀行強盗事件が発生した。その後の警察の捜査によって逮捕された同事件の主犯、アルベール・スパジアリは、取り調べ中に窓を破って外に飛びだし、建物の下で待っていた仲間のオートバイの後席に飛び乗って姿を消した。
彼はその後、行方を隠したままある出版社を通じ、事件に至る人生回顧や事件の計画・実行・脱走計画の経緯を克明に記した告白手記を出版した。その手記をもとに映画化されたのが本作である。
早くして親を失い、不良少年として育ち、フランス陸軍の落下傘部隊に志願してアルジェリア戦争に参加したスパジアリは、フランスのアルジェリア撤退後は反体制組織のOASのメンバーとして活動し、逮捕されて数年間投獄される。出獄後、彼は今はニースで写真店を経営してひっそり暮らしている。挫折続きの半生からの内に秘めた怒りを押し殺し、平和だが退屈な生活を送るスパジアリは、いつかある計画を思いつき、昔の兵隊仲間を呼び集めた。計画とは下水道からトンネルを掘り、ソシエテ・ジェネラル銀行の地下金庫に押し入って、大金を強奪することであった。
スバジアリは手記のなかで、計画の立案、銀行の警備体制に対する下調べ、資材の調達、人員集めの準備作業、また掘削作業や、銀行に侵入してからの強奪の様子、逮捕されたのちの脱走計画、実際の脱走の状況など、犯行の一部始終を克明に綴っていく。手記の最後は「今、俺は自由だ。月の裏側にて」の言葉で終る。
その後のスパジアリの行方は掴めなかったが1989年、スバジアリはイタリア国内の潜伏場所で、喉頭癌にかかり死亡したことが親族により明かされた。

## 配役
- アルベール・スパジアリ : フランシス・ユステール（フランス語版）
- 68（ソワソントゥ・ュイット）（クロード） : ジャン＝フランソワ・バルメ（フランス語版）
- シャルロット : リラ・ケドロヴァ
- ビキ・ル・タルギー : ミシェル・シュボール
- ミレイユ : ベランジェール・ボンヴワザン（フランス語版）
- マイク、ラ・バラカ : ガブリエル・ブリアン
- エジプト人 : クレモン・アラリ（フランス語版）
- 禿頭、マシャン（何某） :  アンドレ・プース（フランス語版）
- ピエール : ミシェル・ペイルロン（フランス語版）
- 金歯（金口）: ジャック・リシャール（フランス語版）
- ジョゼフ爺：ジャン・フランヴァル（フランス語版）
- ナザレ : ムスタファ・ダリ
- ダンサー : セルジュ・ヴァレッティ（フランス語版）
  - （ガスバーナー役として）：アルフレッド・ストッキオ
  - （ガスバーナー役として）：アラン・カラーリョ
- 警視（山荘捜索。武器隠匿を取調）：ピエール・ルソー
- 刑事（コルシカ出身の警部で、銀行強奪を取調べをする。） ： ジャン・ルイジ（フランス語版）
- 警視（コーヒーを提案。自白させる）：ジャン・ヴァンシ（フランス語版）
- 予審判事：ベルナール・スピーゲル